# Malaincourt
Malaincourt és un municipi francès, situat al departament dels Vosges i a la regió del Gran Est. L'any 2007 tenia 90 habitants.

## Demografia

### Població
El 2007 la població de fet de Malaincourt era de 90 persones. Hi havia 40 famílies, de les quals 12 eren unipersonals (4 homes vivint sols i 8 dones vivint soles), 12 parelles sense fills, 12 parelles amb fills i 4 famílies monoparentals amb fills.
La població ha evolucionat segons el següent gràfic:
Habitants censats

### Habitatges
El 2007 hi havia 49 habitatges, 40 eren l'habitatge principal de la família, 1 era una segona residència i 8 estaven desocupats. 43 eren cases i 6 eren apartaments. Dels 40 habitatges principals, 26 estaven ocupats pels seus propietaris, 8 estaven llogats i ocupats pels llogaters i 6 estaven cedits a títol gratuït; 3 tenien dues cambres, 8 en tenien tres, 12 en tenien quatre i 17 en tenien cinc o més. 34 habitatges disposaven pel capbaix d'una plaça de pàrquing. A 19 habitatges hi havia un automòbil i a 18 n'hi havia dos o més.

### Piràmide de població
La piràmide de població per edats i sexe el 2009 era:
| Homes | Edats   | Dones |
| ----- | ------- | ----- |
| 0     | 95 o +  | 0     |
| 0     | 90 a 94 | 0     |
| 0     | 85 a 89 | 4     |
| 0     | 80 a 84 | 0     |
| 8     | 75 a 79 | 4     |
| 4     | 70 a 74 | 8     |
| 0     | 65 a 69 | 4     |
| 4     | 60 a 64 | 0     |
| 0     | 55 a 59 | 4     |
| 0     | 50 a 54 | 0     |
| 0     | 45 a 49 | 0     |
| 4     | 40 a 44 | 0     |
| 4     | 35 a 39 | 4     |
| 4     | 30 a 34 | 4     |
| 4     | 25 a 29 | 0     |
| 0     | 20 a 24 | 4     |
| 0     | 15 a 19 | 0     |
| 0     | 10 a 14 | 12    |
| 4     | 5 a 9   | 0     |
| 0     | 0 a 4   | 0     |

## Economia
El 2007 la població en edat de treballar era de 52 persones, 43 eren actives i 9 eren inactives. De les 43 persones actives 40 estaven ocupades (25 homes i 15 dones) i 3 estaven aturades (3 dones i 3 dones). De les 9 persones inactives 1 estava jubilada, 3 estaven estudiant i 5 estaven classificades com a «altres inactius».
Activitats econòmiques
Els 2 establiments que hi havia el 2007 eren d'empreses de fabricació d'altres productes industrials.
L'any 2000 a Malaincourt hi havia 4 explotacions agrícoles que ocupaven un total de 404 hectàrees.

## Poblacions més properes
El següent diagrama mostra les poblacions més properes.